# Судзуки, Тосио (автогонщик)
Тосио Судзуки (яп. 鈴木 利男 Судзуки Тосио, 10 марта 1955, Сайтама) — японский автогонщик, участник чемпионата мира по автогонкам в классе Формула-1.

## Биография
В 1970-х годах выигрывал чемпионат Японии по картингу, в 1979 году стал чемпионом Японии в Формуле-3. В 1992 году победил в гонке «24 часа Дайтоны» на автомобиле «Ниссан-R91CP» в экипаже с Кадзуёси Хосино и Масахиро Хасэми. С 1992 по 1995 год соревновался в японской Формуле-3000, в 1995 году стал чемпионом Японии в Формуле-3000. Участвовал в двух последних этапах сезона Формулы-1 1993 года в команде «Ляррусс», очков не набрал. Позже участвовал в японском чемпионате GT, несколько раз стартовал в гонке «24 часа Ле-Мана».
Тосио Судзуки не имеет отношения к Агури Судзуки — другому японскому пилоту Формулы-1, выступавшему в 1990-е годы.

### Результаты гонок в Формуле-1
| Год  | Команда   | Шасси          | Двигатель   | 1   | 2   | 3   | 4   | 5   | 6   | 7   | 8   | 9   | 10  | 11  | 12  | 13  | 14  | 15     | 16     | Место | Очки |
| ---- | --------- | -------------- | ----------- | --- | --- | --- | --- | --- | --- | --- | --- | --- | --- | --- | --- | --- | --- | ------ | ------ | ----- | ---- |
| 1993 | Larrousse | Larrousse LH93 | Lamborghini | ЮАР | БРА | ЕВР | САН | ИСП | МОН | КАН | ФРА | ВЕЛ | ГЕР | ВЕН | БЕЛ | ИТА | ПОР | ЯПО 12 | АВС 14 | -     | 0    |